# De Zandtovenaar
De Zandtovenaar is een Nederlandse televisieserie voor kinderen.
De serie werd uitgezonden op Z@ppelin in het blok van KRO Kindertijd vanaf 3 maart 2008 in dertien afleveringen. Door het maken van zandschilderijen op een verlichte glasplaat liet kunstenaar Gert van der Vijver dieren verschijnen. De kijkers konden raden gedurende het proces welk dier er zou verschijnen. Het programma was een coproductie van Studio L2 en de KRO en bedacht en geregisseerd door Robert Schinkel. Van der Vijver zelf trad op tijdens The Passion 2013 waar hij de kruisiging van Jezus met zand uitbeeldde.